# Рителе-Олехни
Рителе-Олехни (пол. Rytele-Olechny) — село в Польщі, у гміні Церанув Соколовського повіту Мазовецького воєводства.
Населення — 349 осіб (2011).
У 1975-1998 роках село належало до Седлецького воєводства.

## Демографія
Демографічна структура станом на 31 березня 2011 року:
|          | Загалом | Допрацездатний вік | Працездатний вік | Постпрацездатний вік |
| -------- | ------- | ------------------ | ---------------- | -------------------- |
| Чоловіки | 189     | 35                 | 115              | 39                   |
| Жінки    | 160     | 28                 | 70               | 62                   |
| Разом    | 349     | 63                 | 185              | 101                  |